# Indeks indywidualny
Indeks indywidualny – w statystyce opisowej rozróżniamy dwa rodzaje indeksów indywidualnych: łańcuchowe, o stałej podstawie.

## Indeks łańcuchowy
{\displaystyle i_{t/t-1}={\frac {y_{t}}{y_{t-1}}}=d_{t/t-1}+1}
Komentarz:
- {\displaystyle (i_{t/t-1}-1)\cdot 100\%} mówi nam o ile procent zmieniła się wartość cechy badanej w okresie t w porównaniu z okresem poprzednim.

Uwagi:
- {\displaystyle (i_{t/t-1}-1)\cdot 100\%} jest równe {\displaystyle d_{t/t-1}\cdot 100\%}
- {\displaystyle (i_{t/t-1}-1)\cdot 100\%} jest zwane łańcuchowym tempem zmian

## Indeks o stałej podstawie
{\displaystyle i_{t/c}={\frac {y_{t}}{y_{c}}}=d_{t/c}+1}
Komentarz:
- {\displaystyle (i_{t/c}-1)\cdot 100\%} mówi nam o ile procent zmieniła się wartość cechy badanej w okresie t w porównaniu z okresem c.

Uwagi:
- {\displaystyle (i_{t/c}-1)\cdot 100\%} jest równe {\displaystyle d_{t/c}\cdot 100\%}
- {\displaystyle (i_{t/c}-1)\cdot 100\%} jest zwane tempem zmian o stałej podstawie